# Antalia anatolica
Antalia anatolica är en växtart i släktet Antalia och familjen flockblommiga växter.
Arten är en perenn ört som förekommer i Turkiet. Den beskrevs först som Kundmannia anatolica av Arthur Huber-Morath 1983, och fick sitt nu gällande namn av Aslı Doğru-Koca 2024.